# Glokalizacja
Glokalizacja – proces polegający na dostosowywaniu globalnych trendów, produktów i usług do lokalnych uwarunkowań społecznych, kulturowych, religijnych itd.
Globalna produkcja dóbr, usług, idei, wartości i informacji uwzględniająca lokalne uwarunkowania w stopniu, który umożliwi akceptację, przyswojenie i w końcu uznanie za swoje, wszystkich produktów finalnych trafiających do odbiorców w społeczeństwach lokalnych.
Początkowo termin ten odnosił się tylko do wymiaru ekonomicznego i oznaczał dostosowywanie globalnych strategii marketingowych do lokalnych warunków. Transferu tego pojęcia na grunt nauk społecznych dokonał Roland Robertson, który zdefiniował glokalizację jako adaptację globalnych działań do lokalnych warunków. Jej istota sprowadza się do twierdzenia: „myśl globalnie działaj lokalnie”.
Zdaniem Arjuna Appaduraia model świata określony przez centrum i peryferie (opisywany w pracach Immanuela Wallersteina) jest niewystarczający do określenia nowej, globalnej sytuacji kultury, gdyż nie uwzględnia ulokalnienia czynników przenikających z centrum.
Nowe formy kulturowe przystosowują się do „tubylczych” zwyczajów. Zachodzą złożone procesy interpretacji, translacji, mutacji i adaptacji treści globalnych, a także delokalizacji. Dochodzi do indygenizacji (ulokalnienia), kreolizacji (mieszania) i hybrydyzacji.
Przykładem glokalizacji może być wykorzystanie wydarzenia o zasięgu globalnym, jakim były igrzyska olimpijskie w Barcelonie w 1992 r., do promowania interesów lokalnej społeczności Katalonii.